# بياتريكس فون شتورش
بياتريكس أميلي إيرنهغارد إيليكا فون شتورخ (بالألمانية: Beatrix Amelie Ehrengard Eilika von Storch؛ واسمها قبل الزواج: هرتسوغين فون أولدنبورغ) من مواليد 27 مايو 1971، هي سياسية ومحامية ألمانية، وتشغل منذ يوليو 2015 منصب نائبة رئيس الكتلة البرلمانية لحزب البديل من أجل ألمانيا، وعضوة في البوندستاغ منذ سبتمبر 2017. وكانت سابقًا عضوة في البرلمان الأوروبي عن ألمانيا.
بين أبريل 2016 و2017، كانت أيضًا عضوة في الكتلة الشعبوية اليمينية المناهضة للاتحاد الأوروبي "أوروبا من أجل الحرية والديمقراطية المباشرة". تنتمي فون شتورخ إلى الجناح المحافظ اليميني داخل الكتلة البرلمانية لحزب البديل. وهي تنحدر من بيت أولدنبورغ الملكي الذي حكم دوقية أولدنبورغ الكبرى حتى عام 1918.

## الخلفية العائلية
وفقًا لتقاليد بيت أولدنبورغ، كان لقبها الملكي منذ الولادة هو "صاحبة السمو الدوقة بيايتريكس أميلي إيرنهغارد إيليكا من أولدنبورغ". وهي الابنة الكبرى للدوق هونو من أولدنبورغ (مواليد 1940) وزوجته الكونتيسة فيليسيتاس-أنيتا "فنيتا" شفيرين فون كروسيك (مواليد 1941). والدها هو الابن الأصغر لنيكولاوس، دوق أولدنبورغ الوراثي (1897–1970)، الذي كان رئيس العائلة المالكة السابقة في أولدنبورغ والتي فقدت عرشها عام 1918.
تنتمي بياتريكس إلى نفس السلالة الأبوية التي تنحدر منها العائلات الملكية في الدنمارك والنرويج، والعائلة المالكة السابقة في اليونان، والعائلة الإمبراطورية في روسيا، وكذلك الملك تشارلز الثالث، ملك المملكة المتحدة و14 دولة من دول الكومنولث الأخرى، وهي مدرجة بشكل بعيد في ترتيب وراثة العرش البريطاني وفقًا لقانون التسوية لعام 1701.
جدها من جهة الأم هو لوتس غراف شفيرين فون كروسيك، الذي شغل منصب وزير المالية من عام 1932 في جمهورية فايمار حتى هزيمة ألمانيا النازية عام 1945. وبعد وفاة أدولف هتلر ويوزف غوبلز، تولى كذلك منصب الوزير الأول ووزير الخارجية في حكومة فلنسبورغ قصيرة العمر برئاسة كارل دونيتس – وبالتالي أصبح بحكم الأمر الواقع آخر رئيس للحكومة في ألمانيا النازية. وقد أعلن في 7 مايو 1945 عبر إذاعة "رايشسندر فلنسبورغ" الاستسلام غير المشروط للفيرماخت، منهياً بذلك الحرب في أوروبا.
تزوجت ابنة عمها، إيليكا من أولدنبورغ من جورج فون هابسبورغ، نجل أوتو، آخر ولي عهد للإمبراطورية النمساوية المجرية. كما أتنحدر بياتريكس فون شتورخ مباشرة من لودفيغ فون فيستفالن، الذي كان معلّمًا ومرشدًا لكارل ماركس.

## الحياة الشخصية
في 22 أكتوبر 2010، تزوجت من رجل الأعمال الألماني-التشيلي سفين فون شتورخ (مواليد 1970)، وهو ينتمي إلى عائلة نبيلة ألمانية من منطقة مكلنبورغ. وابن رجل الأعمال بيرندت ديتليف فون شتورخ (1930–2004) وأنتيه ليته كروغر-فرانكه (مواليد 1938).

## التعليم والبدايات المهنية
عملت فون شتورخ في مجال البنوك قبل أن تدرس القانون في جامعتي هايدلبرغ ولوزان. وعملت كمحامية في برلين عند بدء مسيرتها السياسية. كما كانت عضوًا في جمعية فريدريش أ. فون هايك.

## المسيرة السياسية
أسست بياتريكس فون شتورخ، إلى جانب زوجها، عدة جمعيات محافظة. وقد خضعت هي وزوجها في مناسبات عدة لتحقيقات من قِبل السلطات الضريبية، التي اتهمتهما خصوصًا بسوء استخدام التبرعات المخصصة لتلك الجمعيات.
كانت فون شتورخ من المؤسسين المشاركين في "دائرة غوتينغن – طلاب من أجل سيادة القانون"، وهي منظمة هدفت إلى المطالبة بالتعويض عن عمليات الطرد وتأميم الأراضي في المناطق التي كانت خاضعة للاحتلال السوفيتي في ألمانيا، وفي ألمانيا الشرقية سابقًا. تنادي هذه المنظمة بإعادة الأراضي المصادرة إلى مالكيها الأصليين، وقد نظمت فعاليات عدة بمشاركة ميخائيل غورباتشوف. كانت فون شتورخ عضوًا في الحزب الديمقراطي الحر، وفي عام 2013 أصبحت من الأعضاء المؤسسين لمبادرة "البديل الانتخابي 13" التي أسسها بيرند لوكه، والتي شكّلت النواة الأولى لحزب "البديل من أجل ألمانيا".
في عام 2014، انتُخبت فون شتورخ عضوًا في البرلمان الأوروبي ممثلةً لحزب البديل من أجل ألمانيا. كانت في البداية عضوًا في مجموعة المحافظين والإصلاحيين الأوروبيين، لكنها غادرت هذه المجموعة في أبريل 2016، قبيل طردها منها، وانضمت مباشرة إلى مجموعة "أوروبا الحرية والديمقراطية المباشرة".
وفي الانتخابات الفيدرالية الألمانية عام 2017، فازت فون شتورخ بمقعد في البوندستاغ، وتشغل حاليًا منصب نائبة رئيس الكتلة البرلمانية لحزب البديل. وبعد انتخابها في البرلمان الألماني، استقالت من مقعدها في البرلمان الأوروبي، وخلفها في المنصب يورغ مويتن.
تُوصَف فون شتورخ بأنها محافظة اجتماعيًا، إذ عبّرت عن معارضتها للزواج المثلي والإجهاض، ووجهت اتهامات لشبكات دعم الشباب المثليين في المدارس باستخدام "تجنيس قسري" على الطلاب. كما أيدت خروج المملكة المتحدة من الاتحاد الأوروبي، وتُعرف بعلاقتها الجيدة مع السياسي البريطاني المناهض للاتحاد الأوروبي نايجل فاراج.
تُظهر فون شتورخ بانتظام دعمها لإسرائيل في البرلمان، وتعتبرها حليفًا في مواجهة الإسلاموية. وفي عام 2017، أسست مجموعة "أصدقاء يهودا والسامرة" المؤيدة لإسرائيل داخل البرلمان الأوروبي. وعندما سُئلت في عام 2016 عن مدى التقارب الأيديولوجي بين حزب البديل الألماني والجبهة الوطنية الفرنسية، رأت أن مارين لوبان يسارية للغاية من الناحية الاقتصادية، وأنها لا تتفق مع توجهاتها الحمائية وتدخل الدولة في الاقتصاد.
تُصنَّف فون شتورخ ضمن جناح "الوسط البديل" المعتدل نسبيًا داخل حزب البديل من أجل ألمانيا، وتُعد من أبرز داعميه.

## الجدل

### النزاع القانوني مع مسرح شاوبيونه في برلين
في نوفمبر 2015، دخل مسرح شاوبيونه، أحد أبرز المسارح في برلين، في نزاع قانوني مع بياتريكس فون شتورخ على خلفية عرض مسرحي من تأليف فالك ريختر بعنوان الخوف، صوّر قيادات حزب "البديل من أجل ألمانيا" على هيئة "زومبي" وقتلة جماعيين. وقد صُوِّرت فون شتورخ في المسرحية وكأنها تتعرض للقصاص بسبب دور جدها، الذي شغل منصب وزير في حكومة أدولف هتلر.
ردّ المتحدث باسم الحزب كريستيان لوث على ذلك بمقاطعة أحد العروض وتصويره بالفيديو. في أعقاب ذلك، تقدمت فون شتورخ والناشطة المحافظة هيدفيغ فون بيفرفورده بطلب إلى المحكمة لاستصدار أمر قضائي أولي يمنع المسرح من استخدام صورهما ضمن العرض، بحجة أن ذلك يشكل انتهاكًا لكرامتهما الإنسانية، المحمية بموجب الدستور الألماني.
وفي 15 ديسمبر 2015، قضت المحكمة برفض الدعوى، معتبرة أن حرية التعبير الفني للمسرح تحظى بالأولوية، ورفعت أمر المنع. وصرّح القضاة بأن "أي مشاهد يمكنه أن يدرك أن هذا مجرد عرض مسرحي".

### تصريحات حول استخدام القوة القاتلة ضد اللاجئين
في أواخر فبراير 2016، تعرّضت فون شتورخ لهجوم بفطيرة ("pie attack") خلال اجتماع حزبي في مدينة كاسل، من قِبل أعضاء في مجموعة "بينغ كوليكتيف" اليسارية، متنكرين بزي مهرجين، احتجاجًا على تصريحها بأن موظفي حرس الحدود الألمان يملكون الحق في إطلاق النار على المهاجرين غير النظاميين القادمين عبر الحدود. وقد انتشر مقطع الفيديو المصور للهجوم على نطاق واسع عبر وسائل التواصل الاجتماعي.

### تغريدة "جحافل المغتصبين"
في 1 يناير 2018، تم حظر حساب فون شتورخ على منصة "تويتر" لمدة 12 ساعة، بعد نشرها تغريدة انتقدت فيها شرطة مدينة كولونيا بسبب نشرها تهنئة بالعام الجديد باللغة العربية إلى جانب الألمانية والفرنسية والإنجليزية. كتبت فون شتورخ في التغريدة:
"ما الذي يحدث بحق الجحيم في هذا البلد؟ لماذا تنشر الصفحة الرسمية لشرطة شمال الراين وستفاليا تغريدة باللغة العربية؟ هل يسعون إلى استرضاء الجحافل الهمجية من المسلمين المغتصبين؟"
وقد جاءت هذه التغريدة في سياق ذكريات الاعتداءات الجنسية الجماعية التي وقعت في كولونيا ليلة رأس السنة 2015. سارع عدد من قيادات حزب البديل إلى الدفاع عن فون شتورخ، من بينهم أليس فايدل.

## معرض الصور

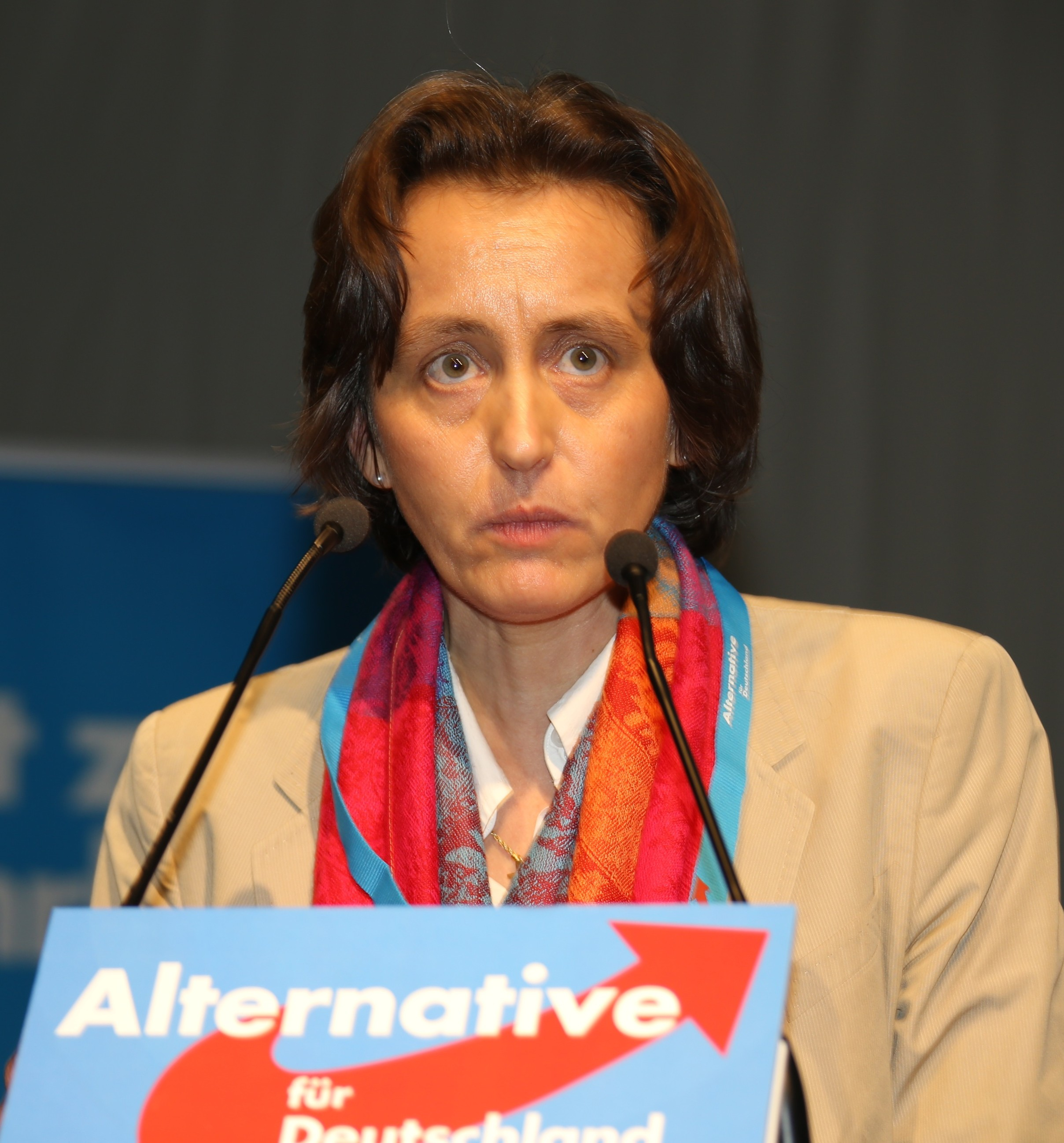
في خطابٍ لها
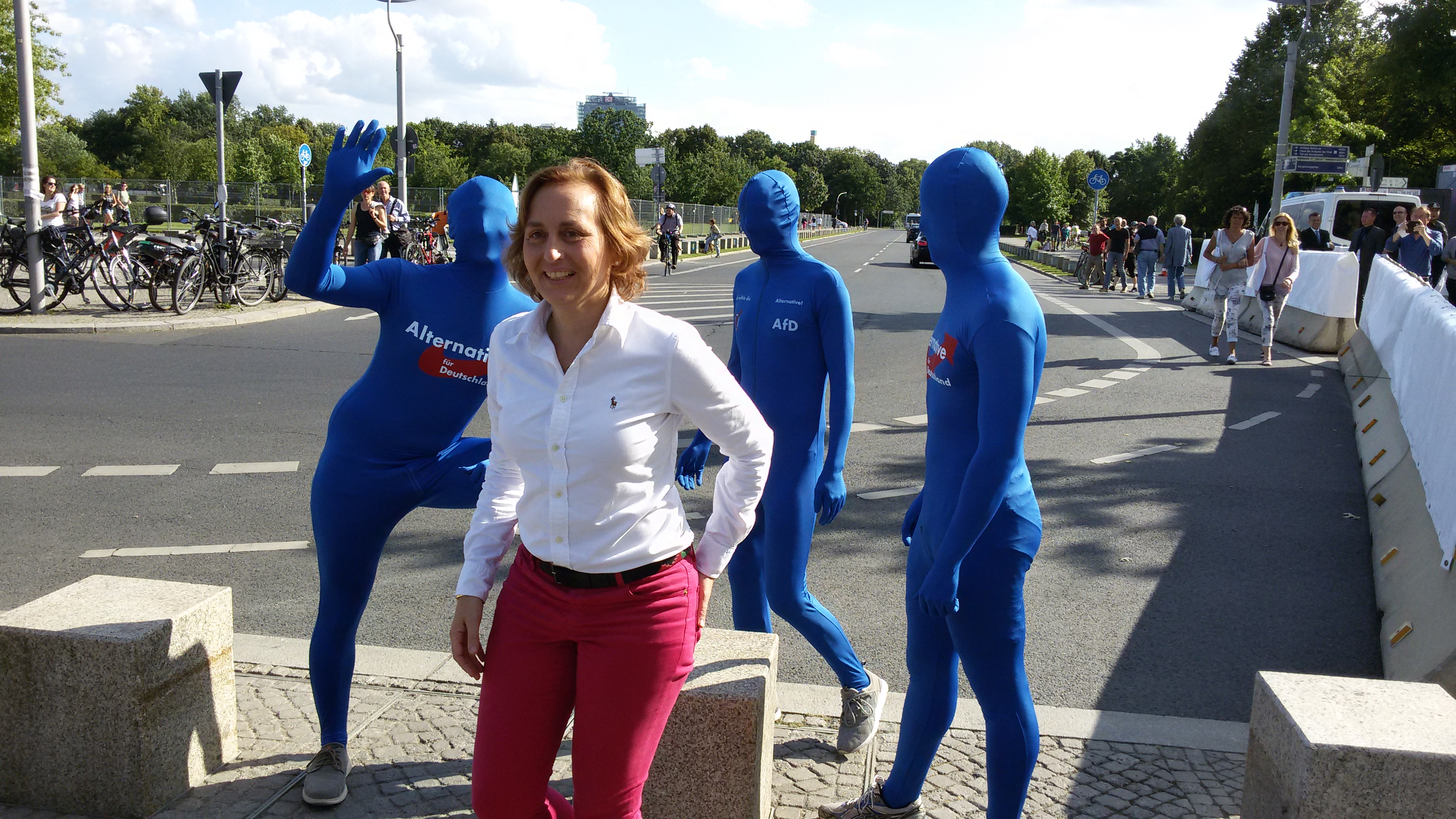
بياتريكس فون شتورش خلال اليوم المفتوح لمبنى المستشارية الاتحادية
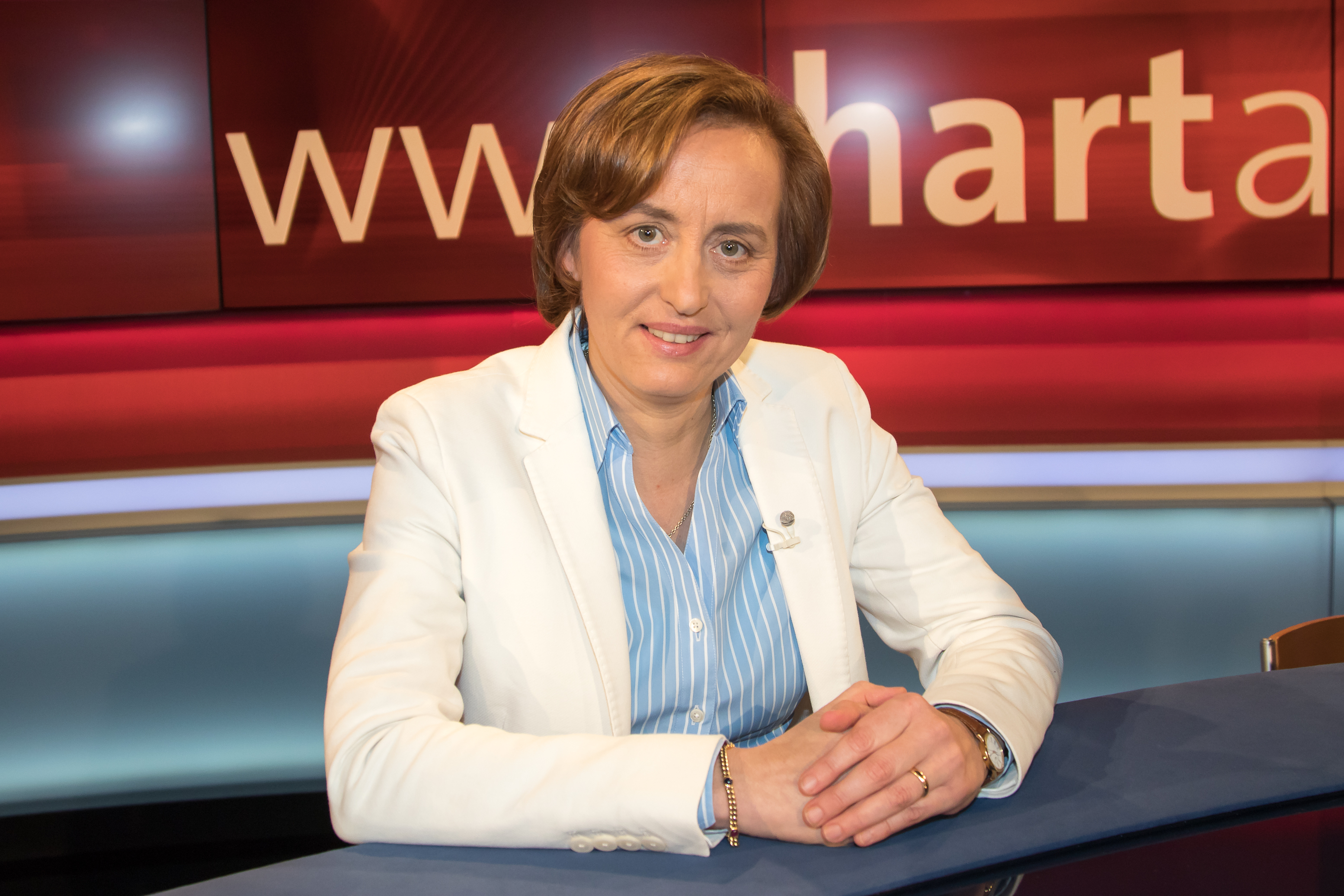
بياتريكس خلال برنامج "مؤلم ولكنه عادل"

## كتابتها
- بالتعاون مع زفن غون شتورش:Göttinger Kreis – Studenten für den Rechtsstaat e. V. In: Bruno J. Sobotka (Hrsg.): Wiedergutmachungsverbot? Die Enteignungen in der ehemaligen SBZ zwischen 1945 und 1949. v. Hase & Koehler, Mainz 1998, ISBN 3-7758-1369-1, S. 610–613.

## الأعمال الأدبية
- Helene Walterskirchen: Aristokraten. Leben zwischen Tradition und Moderne. Ueberreuter, Wien 2000, ISBN 3-8000-3778-5, S. 121–130 (Interview).
- David Bebnowski: Beatrix von Storch: Restaurative Netzwerkerin. In: Die Alternative für Deutschland. Aufstieg und gesellschaftliche Repräsentanz einer rechten populistischen Partei. Springer Fachmedien, Wiesbaden 2015, ISBN 978-3-658-08285-7, S. 25–27.

## وصلات خارجية
- بياتريكس فون شتورش على موقع IMDb (الإنجليزية)
- بياتريكس فون شتورش على موقع مونزينجر (الألمانية)
- معلومات عن بياتركس فون شتورش على موقع بيانات نائبي البرلمان الأوروبي (باللغة الألمانية)
- صفحة بياتركس فون شتورش على موقع البرلمان الألماني (باللغة الألمانية)
- معلومات عن بياتركس فون شتورش على موقع abgeordnetenwatch.de (باللغة الألمانية)
- الموقع الرسمي لبياتركس فون شتورش (باللغة الألمانية)
- صفحة بياتركس فون شتورش على موقع حزب البديل من أجل ألمانيا (باللغة الألمانية)
- معلومات عن بياتركس فون شتورش على موقع Lobbypedia.de (باللغة الألمانية)
- موقع تحالف من أجل دولة القانون (Allianz für den Rechtsstaat) (باللغة الألمانية)
- مقابلة مع بياتركس فون شتورش (باللغة الألمانية)